# 乙支文徳
乙支文徳（いつし ぶんとく、6世紀後半ころ - 7世紀初頭ころ）は、高句麗の将軍であり大臣。「朝鮮最大の民族英雄の一人」「朝鮮では救国の英雄として今もたたえられている」とされる。『三国史記』巻四十四・乙支文徳伝においては世系は不明とあるが、1794年に洪良浩が編纂した『海東名将伝』に「平壌石多山の者」と記され、李氏朝鮮時代の16世紀に編纂された『新増東国輿地勝覧』も「平壌府の人物」と記している。しかし、いずれも後代の記録であり、しかも一切の根拠を示しておらず、信憑性はないと指摘されている。さらに、元々は、高句麗に帰化していた鮮卑族あるいは鮮卑族の子孫ともいわれる。隋の第二次高句麗遠征（612年）において、隋軍に偽りの降伏を申し入れ撤退を開始した隋軍に追い討ちをかけ大勝利を収めた。その功績は高く評価されてはいるが、戦後の文徳の動向は『三国史記』には記事が残っておらず、死の状況についても詳細は解らない。

## 薩水大捷
高句麗の嬰陽王は、隋の第一次高句麗遠征で一時は降伏し和平を結ぶと見せかけて東突厥と通じていた。これが隋に露呈し、隋の煬帝は、113万の大軍で高句麗軍に襲いかかった（第二次高句麗遠征 - 612年）。
隋軍は両翼左右それぞれ12軍に分かれて兵を進め、宇文述・于仲文らの9軍が鴨緑江の西辺に集い、高句麗と対峙した。
宇文述は煬帝より嬰陽王か乙支文徳将軍の捕縛を命じられていた。文徳は隋軍に投降するが、慰撫使の劉士龍が文徳を逃してしまう。このとき隋軍の兵備が重装にもかかわらず兵糧が少なかったのを見ていた。文徳が自軍に戻ると、宇文述の追討軍を迎え撃った。文徳は一日に7回戦っても勝つことはできなかったが、その間に隋軍も兵糧が尽きて疲弊していた。隋軍は功がないまま薩水（清川江）を越えて平壌から30里ほどの山間に布陣していた。そこで平壌城の文徳は于仲文に降伏を表意する詩を書いて送り（次節#与隋将于仲文詩参照）、軍を撤収すれば嬰陽王を引き渡すと伝えた。功を焦った宇文述は停戦に応じ、方陣を組んで軍の退却を始めた。そこへ文徳の軍が襲い掛かり、薩水を渡ろうとしていた隋軍の背後を突いた。油断した隋軍は、右屯衛将軍の辛世雄が戦死するなど大きな被害をうけた。遼河を越えて高句麗に臨んだ隋の9軍30万5千人のうち、再び遼東城に戻ることができたのはわずかに2,700人であったという。『三国史記』ではこれを記念的な大勝利とし、韓国・朝鮮では「薩水大捷」と伝えている。

## 与隋将于仲文詩
"隋の将 于仲文に与ふるの詩"として伝えられる詩文（『三国史記』巻四十四・乙支文徳伝に所収）は以下の通りである。
神策究天文　（（隋軍の）優れた謀りごとは天の理を究め、）
妙算窮地理　（知略は地の理をも窮めるほどである。）
戦勝功既高　（戦勝の功績は既に甚だしく、）
知足願云止　（もう十分であることと認め、戦いを止められてはどうか?）
七戦七敗の末に隋軍を翻弄して引き付けた乙支文徳が、「隋軍はもう十分に勝ったから戦を止めてはどうか」と伝え、自らに戦う意志の無いことを示して隋軍を油断させようとしたものとみられている。

## 乙支文徳の出自に関する論争
乙支文徳の生涯は謎に包まれており、生没年すら不明である。乙支文徳の出自は、「高句麗人説」、「楽浪郡・帯方郡の遺民説」、「鮮卑族説」がある。
高句麗人説
1794年に洪良浩が編纂した『海東名将伝』に「平壌石多山の者」と記され、また、李氏朝鮮時代の16世紀に編纂された『新増東国輿地勝覧』も「平壌府の人物」と記していることを根拠とするが、いずれも後代の記録であり、しかも一切の根拠を示しておらず、信憑性はないと指摘されている。
楽浪郡・帯方郡の遺民説
『与隋将于仲文詩』などの漢文学に優れた才能を発揮したことに着目し、中国が朝鮮に設置した植民地である楽浪郡・帯方郡の遺民出身で、314年頃の高句麗の攻撃による楽浪郡・帯方郡崩壊後、高句麗に帰属した新興勢力という見解である。
鮮卑族説
1979年に金元龍は、乙支文徳は鮮卑族の出自であるという論文を発表し論争を巻き起こした。乙支文徳の姓である「乙支」と鮮卑族貴族の姓である「尉遅（朝鮮語: 울지）」は音価が酷似しており、乙支文徳が鮮卑族の帰化人あるいはその子孫とみることができる。尉遅氏は拓跋部とともに北魏を建国するのに貢献した尉遅部の姓であり、鮮卑族には尉遅迥、尉遅綱、尉遅敬徳など様々な尉遅氏がいるが、中国史料によると、580年に楊堅の政権簒奪を阻止するために尉遅迥が挙兵、尉遅迥の乱を起こしたが、敗北したため尉遅氏が大挙して高句麗に亡命した。金元龍は乙支と尉遅の発音が酷似していること、『資治通鑑考異』八巻注釈「革命記」に乙支文徳を尉支文徳と記録していることなどを根拠にしている。

## 後世の評価
12世紀に編纂された『三国史記』においては撰者金富軾の評として、乙支文徳伝（巻四十四）の末尾には、大国隋による未曾有の遠征を小国の高句麗が跳ね返して逆に撃滅することができたことは、独り乙支文徳の功績であるとしている。また金庾信伝（下・巻四十三）の末尾の評では、金庾信（『三国史記』金庾信伝によると、金庾信は中国黄帝の子・少昊の子孫）の功績を称える引き合いとしてではあるが、張保皐の武勇とともに乙支文徳の智略を顕彰している。
現代の韓国の歴史教科書では、契丹の侵入を退けた姜邯賛、文禄・慶長の役（韓国では壬辰・丁酉倭乱と称する）で日本水軍に大勝利した李舜臣とともに、外敵の侵入から祖国を守った英雄の筆頭として掲げられている。
米韓合同の軍事演習のコードネームには、乙支文徳が大陸からの攻撃を追い返したことから「ウルチ」と付くものが多い（例:乙支フリーダムガーディアン）。